# 约翰·福斯特·杜勒斯
约翰·福斯特·杜勒斯（英語：John Foster Dulles，/ˈdʌlɪs/ DUL-iss}；1888年2月25日—1959年5月24日），美国共和党政治人物、第52任美国国务卿（1953年－1959年）。冷战早期重要人物，主张强硬态度对抗苏联與中國共產黨。

## 生平

### 投入政壇
杜勒斯早年曾任律师，自1944年起成为共和党外交政策主要发言人；1945年，他作为顾问参加旧金山会议。他在1946年、1947年和1950年作为美国代表出席了联合国大会。1949年7月7日至同年11月8日，他短暫出任纽约州联邦参议员。1950年6月17日，他以杜鲁门的外交顾问身份在韩国一侧视察了三八线。

### 国务卿生涯

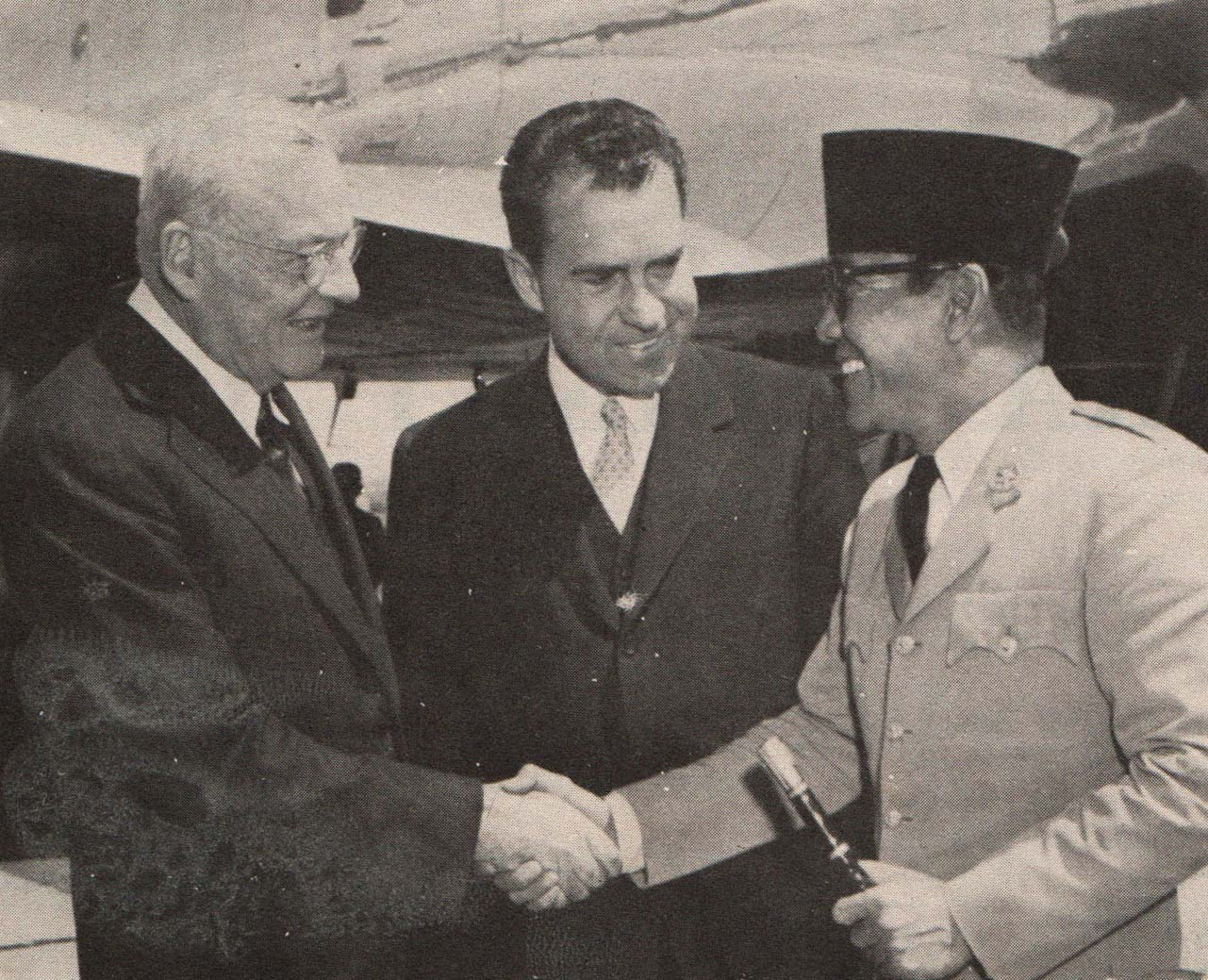
1956年杜勒斯（左）和美国副总统理查德·尼克松（中）与印尼总统苏加诺（右）会面

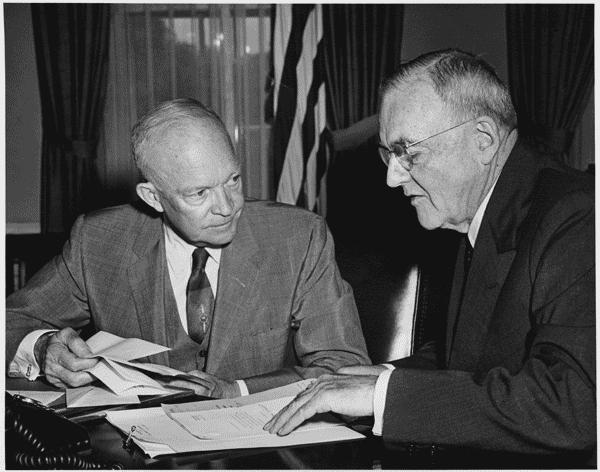
杜勒斯（右）与总统德怀特·艾森豪威尔（1956年8月14日）

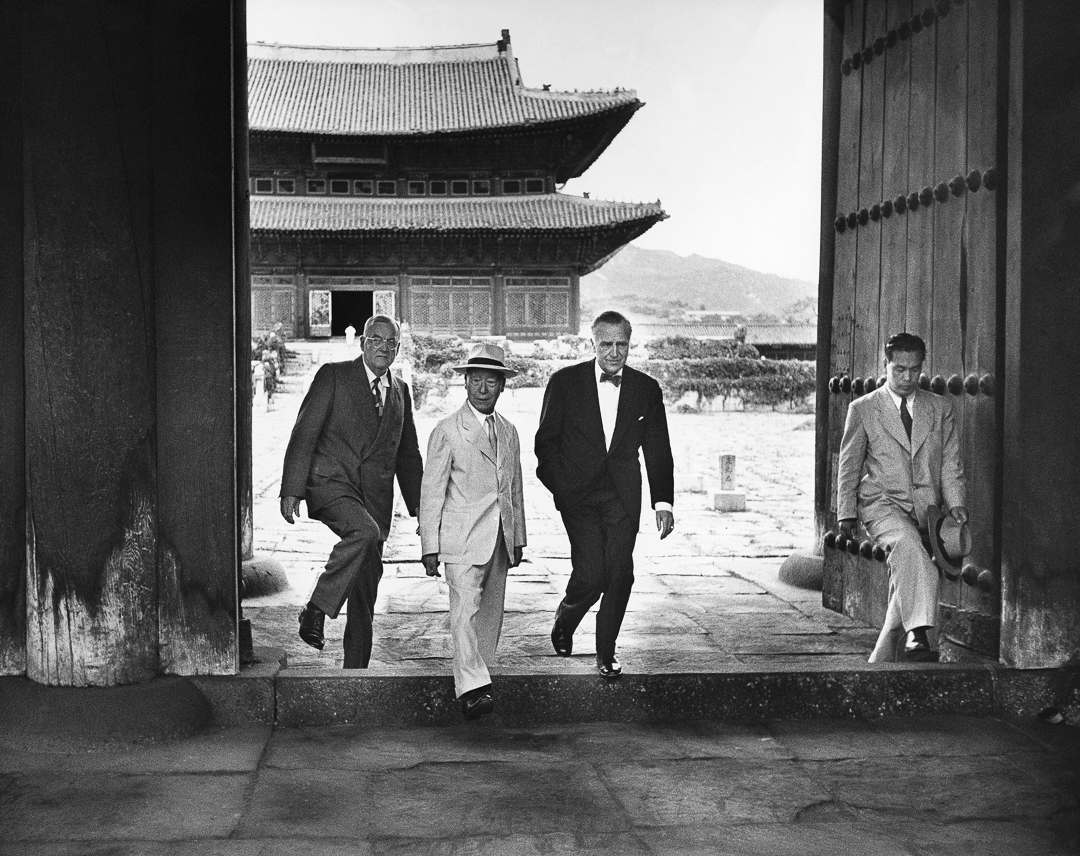
1953年8月，與韓國總統李承晚、美國總統艾森豪參觀景福宮。

艾森豪威尔在1953年成为总统之后，选择他为国务卿。在美国国务卿任內，杜勒斯是強硬的反共主義者。当时，麦卡锡主义笼罩美国，杜勒斯曾任联合果品公司纽约法律事务所股东，他及其弟弟中情局局长艾倫·杜勒斯为對抗危地马拉总统阿本斯宣佈將美國聯合果品公司在瓜地馬拉大片限制荒废土地收歸國有的政策，乃于1954年策动阿馬斯從洪都拉斯入侵危地马拉。這件事使他成了控制各個香蕉共和國的名人之一。華盛頓杜勒斯國際機場即是為紀念他而命名。
1953年，杜勒斯出访埃及，當時埃及剛成為共和國。1954年，在日内瓦会议上，他命令美国代表团成员不得与中華人民共和国政务院总理周恩来握手；9月，杜勒斯訪問台灣和巴黎。
1954年12月3日，杜勒斯在華府代表美国政府與中華民國政府簽署《中美共同防禦條約》。參議院外交委員會呼籲院會批准該約時將「台灣的法律地位」文件列入提案，「就此問題與杜勒斯國務卿檢討結果，委員會斷定該約非足以解決台灣主權不明確性之文件。委員會同意附加聲明於院會報告：『就參議院所理解，該約不應解釋為修正第六條所言及領域的法律地位或主權。』換言之，就美國而言，我們理解無論第六條所言之領域，亦及台灣與澎湖群島的法律地位如何，皆不因該約的締結而成為某種形式的解決。」
1958年，杜勒斯訪問摩洛哥；10月6日，蔣經國函電宋美齡：「父親於上週曾往南部主持軍校畢業禮返台北後為杜勒斯發表對我不利之言論而益為煩忙」。10月23日，杜勒斯代表美國和蔣中正總統共同發表「聯合公報」，蔣承諾不憑藉武力收復大陸，「如艾森豪總統9月11日所言，反對武力侵略的立場是唯一符合世界和平的立場......兩國政府重申致力於《聯合國憲章》的原則，並回顧所依據的條約是防禦性的。」但蔣中正根本沒有放棄反攻大陸的念頭，反而暗地裡鍥而不捨地進行多項作戰計畫，後來不了了之。
1959年4月，因病提前辭去國務卿一職，同年5月去世。

## 纪念
- 華盛頓杜勒斯國際機場